# Коллінг
Коллінг (дан. Kolding) — місто в Данії, регіон Південна Данія, комуна Коллінг. Сьоме за величиною місто Данії (58 021 жителів станом на 2014 р.) та член «Союзу Балтійських міст». Крім того, Коллінг — найважливіший вузловий пункт балтійської навігації.

## Назва
- Коллінг[2][3] (дан. Kolding, МФА: [ˈkɔleŋ]) — данська назва міста.
- Колдінг — староукраїнська назва[4].

## Історія

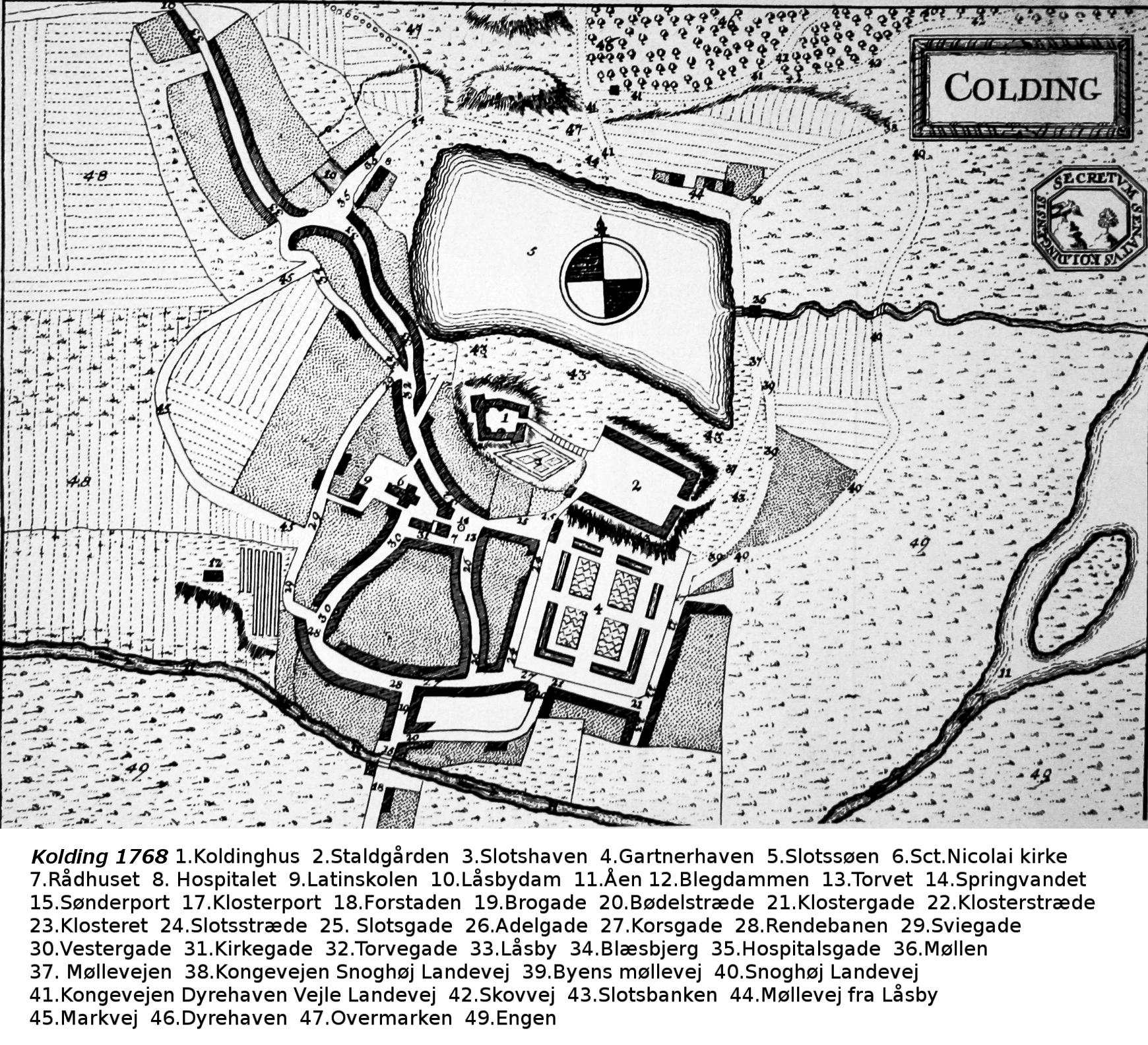
Карта Коллінгу, 1768 року

Як більшість фіордових міст у Ютландії та Шлезвігу, Коллінг виник у 12 столітті як місце торгівлі із захищеним проходом до моря. Коли герцогство Шлезвіг у 13 столітті відокремилося від Данії, Коллінг набув додаткового значення як прикордонний пункт. Пізніше при королі Еріці V була зведена вежа Кольдінгхюс.
Хоча Коллінг часто відвідували данські королі — не лише в епоху «подорожуючих королівств», тобто до затвердження столицею Копенгагена в 16 столітті, але й набагато пізніше, місто перебувало у тіні сусідніх міст, таких, як Хадерслев, Фредерісія (засн. у 17 ст.).
Після переділу кордонів 1864 року, що закріпило відділення герцогства Шлезвіг від Данії, значення міста зросло. Воно стало важливим транспортним вузлом.
Будівництво мостів через Малий Бельт дало додатковий економічний поштовх як Коллінгу, так і двом сусіднім містам — Вайле та Фредерісії. Ці три міста отримали назву «Коллінгський трикутник» і мали майже таке ж економічне значення у Данії, як Копенгаген.
Коллінг мав статус міста з 13 століття по 1970 рік, коли воно було об'єднано з прилеглими комунами в одну Коллінзьку комуну, яка 2007 року була ще більш збільшена.

## Економіка та транспорт
Місто — центр металургійної та текстильної промисловості. У Новий час багато міжнародних фірм в Данії розміщуються у Коллінгу. Разом з містами Фредерісія та Вайле він утворює важливий вузол шосейних доріг та залізниць  західної Данії. Тут перетинаються європейська траса E45 і траса E20, а також залізничні гілки, що ведуть до Есб'єрга, Фленсбург — Гамбург, Фредерісія — Вайле — Орхус та Оденсе — Копенгаген. Порт — менш значний, ніж Фредерісія, але теж грає свою економічну роль.

## Пам'ятки
- Замок Кольдінгхюс побудовано у 13 столітті, 1808 року вигорів, до 1990 реконструйований та модернізований, у ньому розташований музей історії та культури; знаходиться на пагорбі над містом.
- Музей мистецтв Трапхольт.
- Кірха святого Миколи, спочатку ранньоготична, пізніше значно перебудована.
- окремі приватні будинки XVII століття; історична мережа вулиць частково збереглася, однак історичні будинки часто перемежовуються з сучасними.
- ботанічний сад з рослинами різних країн світу та приголомшливим Будинком камелій.

## Спорт
У місті добре розвинений гандбол. У місті існує спортивне об'єднання Kolding IF, і чоловіча, і жіноча частина якого представлені у вищій лізі Данії.

## Інцидент з феєрверком

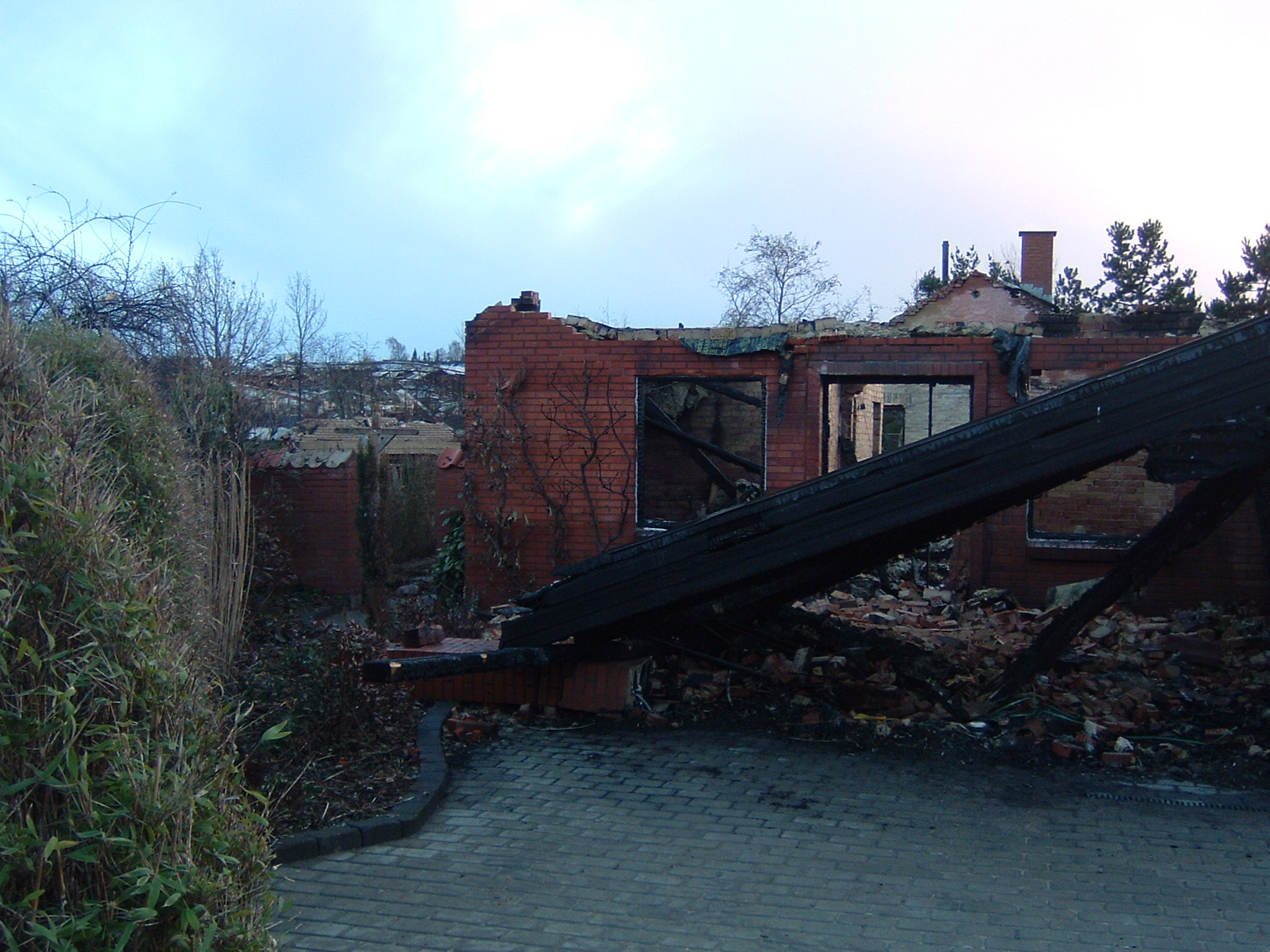
Постраждалі будинки

3 листопада 2004 у Зеест, передмісті Коллінгу в руках піротехніка Н. П. Йонсена вибухнуло його піротехнічне обладнання. Піротехнік загинув, 85 осіб отримали поранення, близько 2000 людей були евакуйовані.

## Міста-побратими
Коллінг має дружбу з 11 містами в Європи та одним в Азії.
| - Куяллек, Гренландія - Дельменгорст, Німеччина (з 1979 р.) - Драммен, Норвегія (з 1946 р.) - Уескар, Іспанія (з 1982 р.) - Лаппеенранта, Фінляндія (з 1947 р.) | - Паневежис, Литва (з 2000 р.) - Піза, Італія (з 2007 р.) - Стіккісхоульмюр, Ісландія (з 1979 р.) - Сомбатхей, Угорщина (з 1991 р.) - Еребру, Швеція (з 1946 р.) | - Андзьо, Японія (з 1997 р.) |

## Світлини

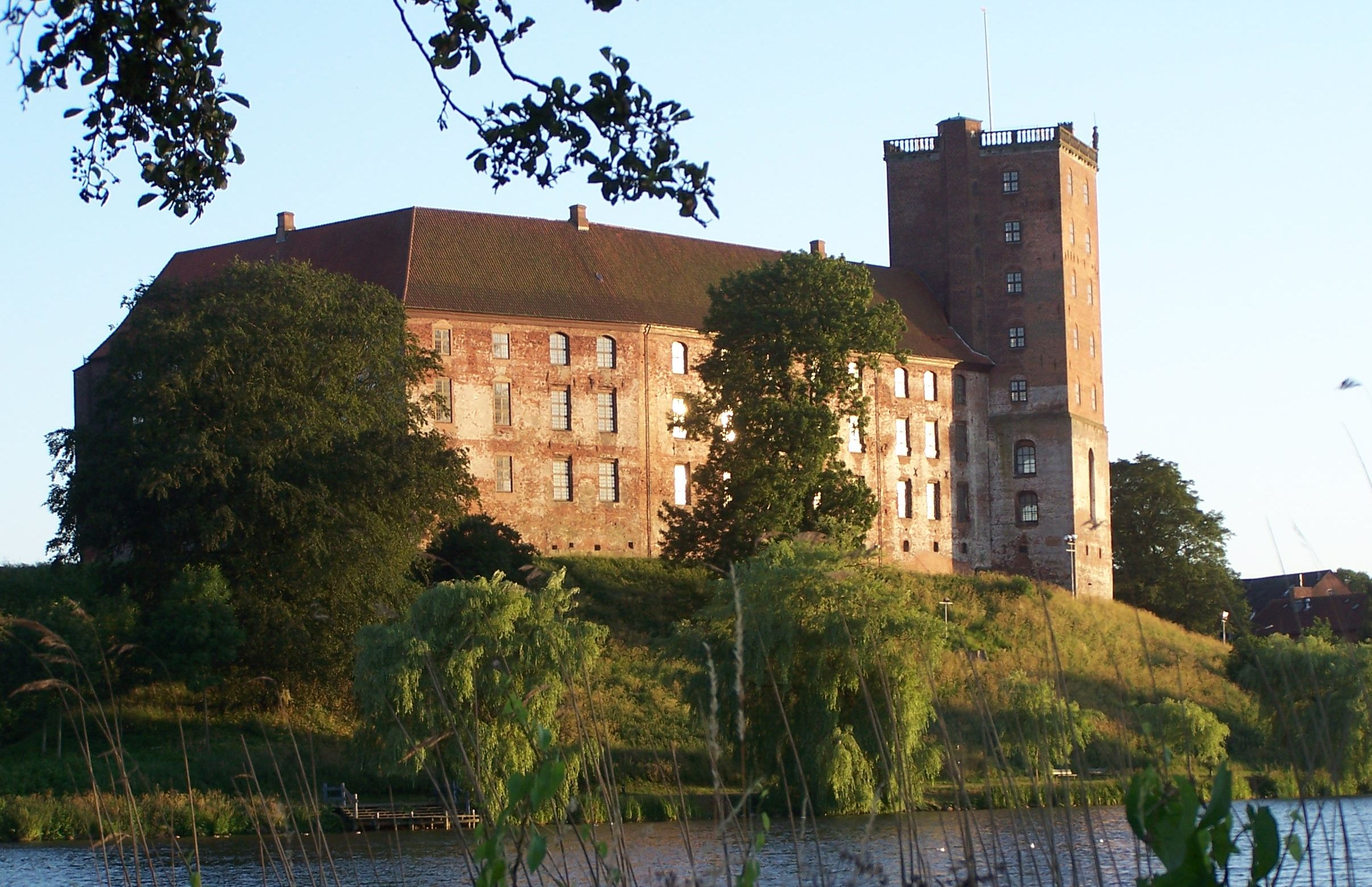
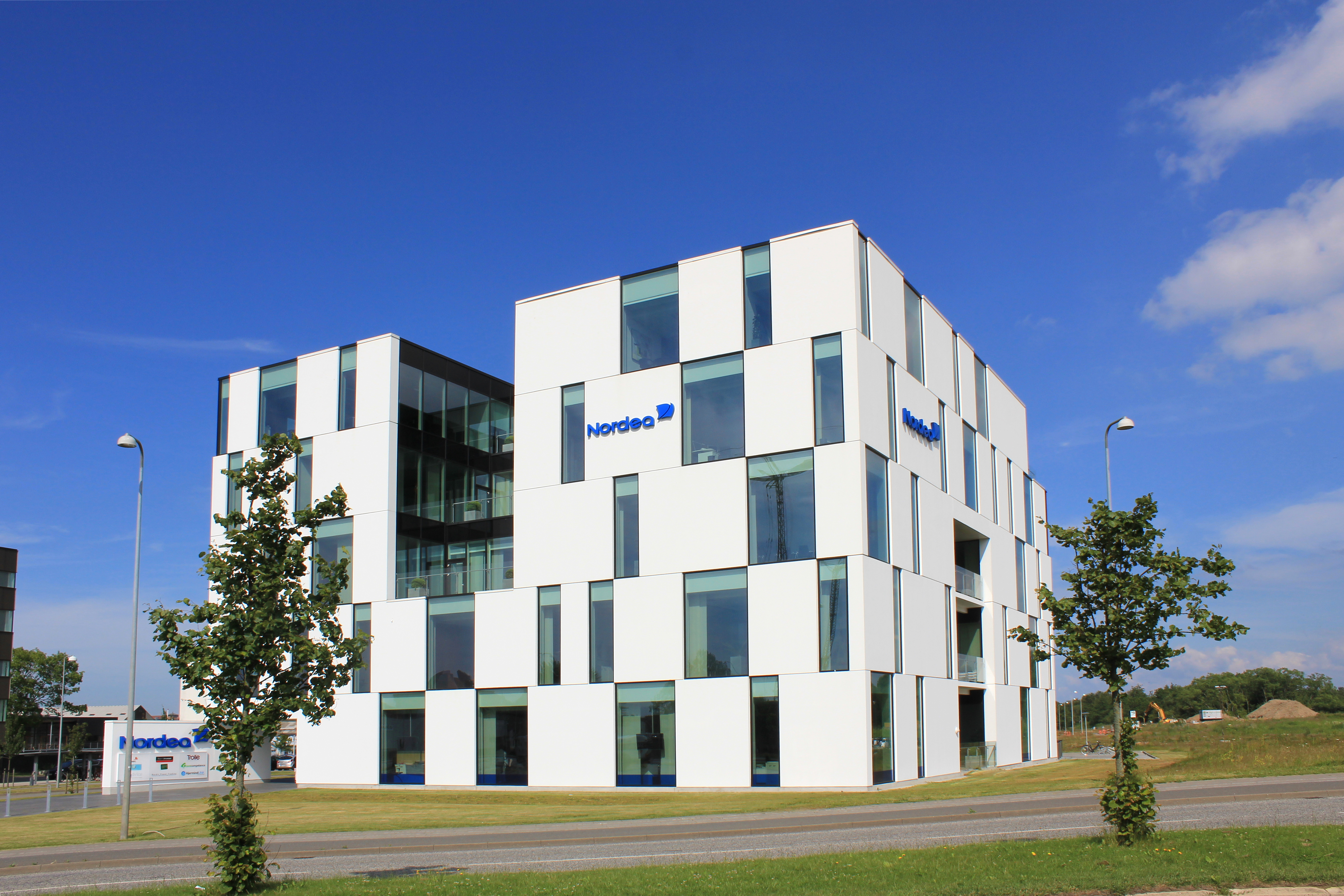
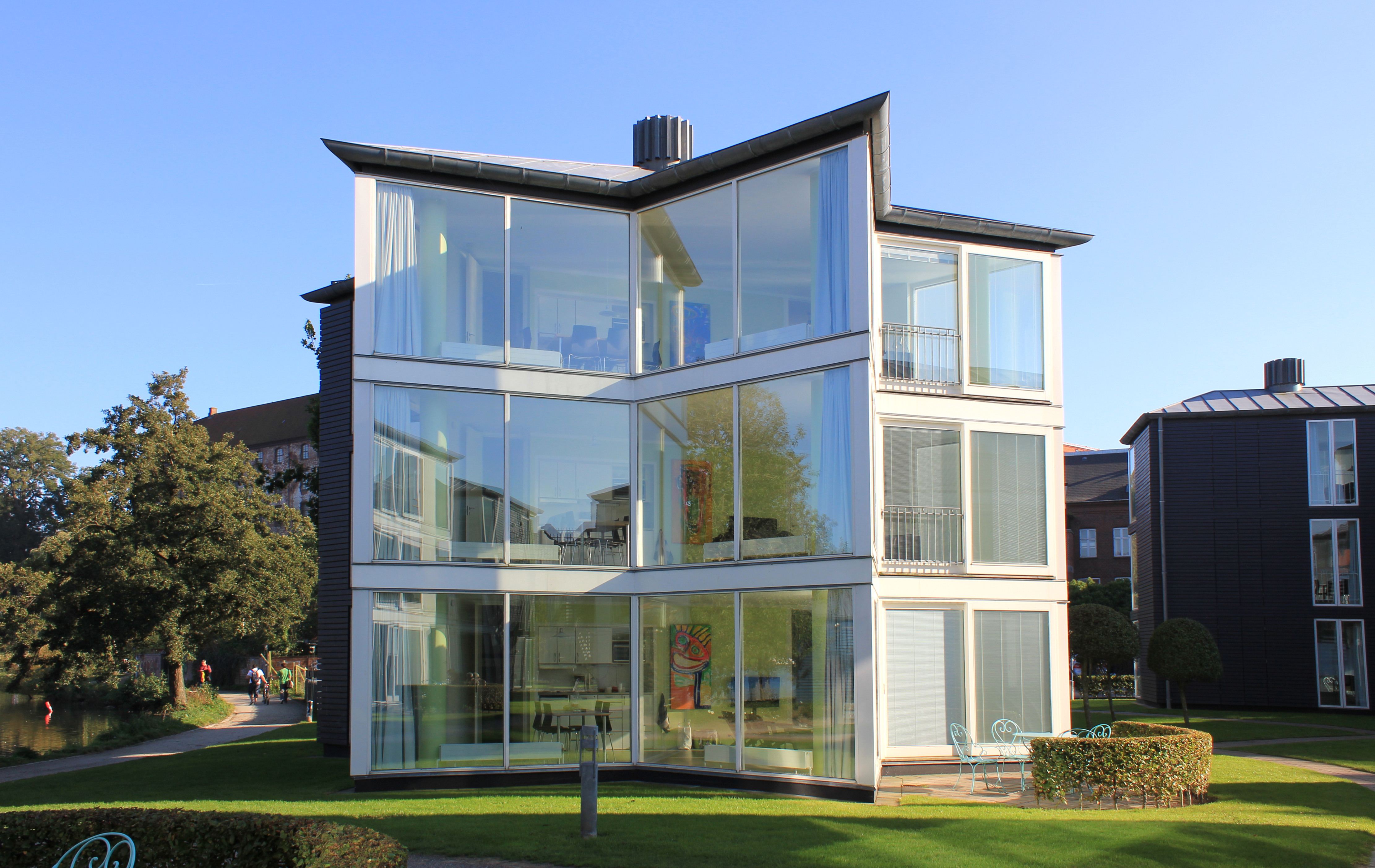
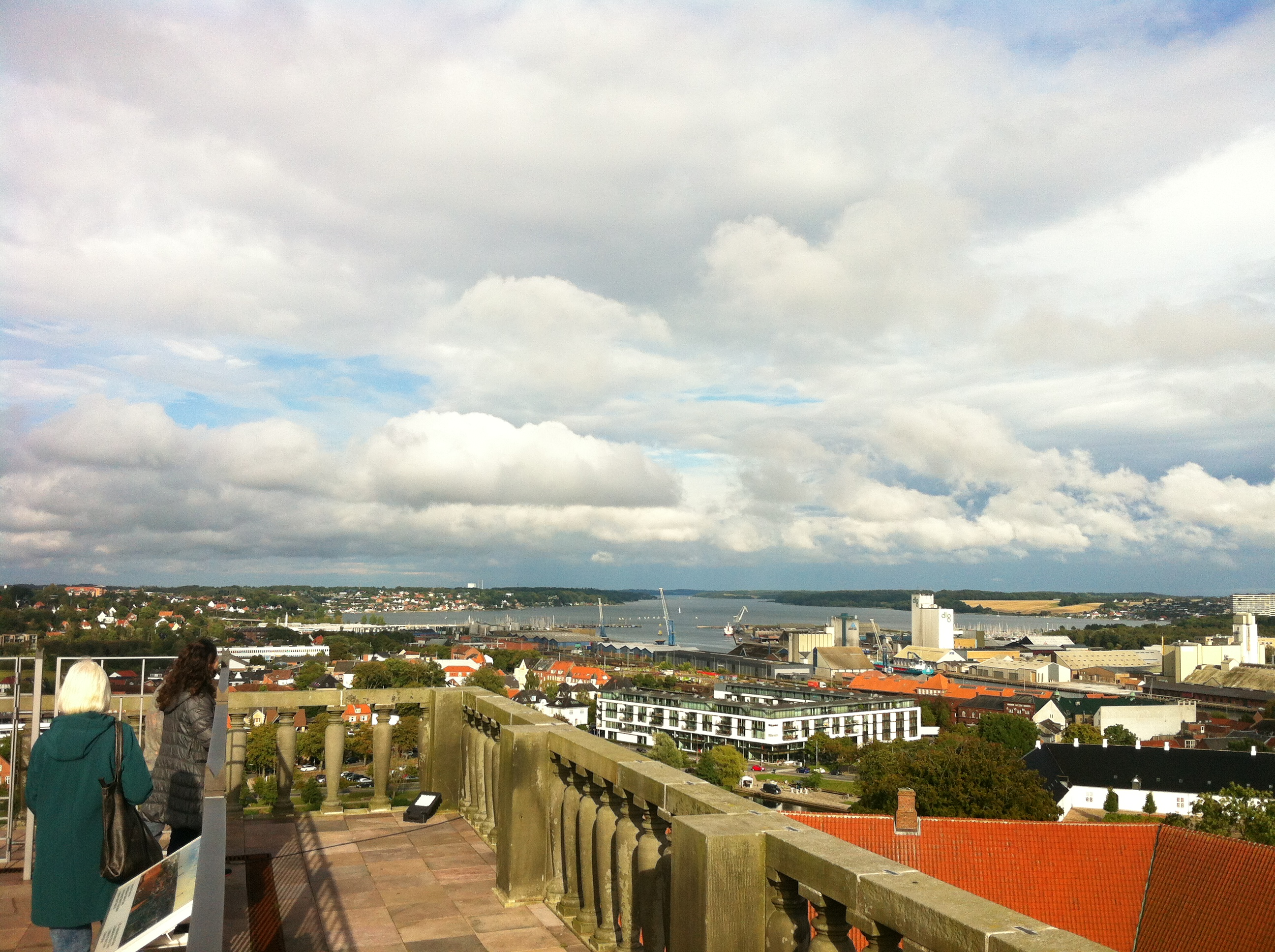
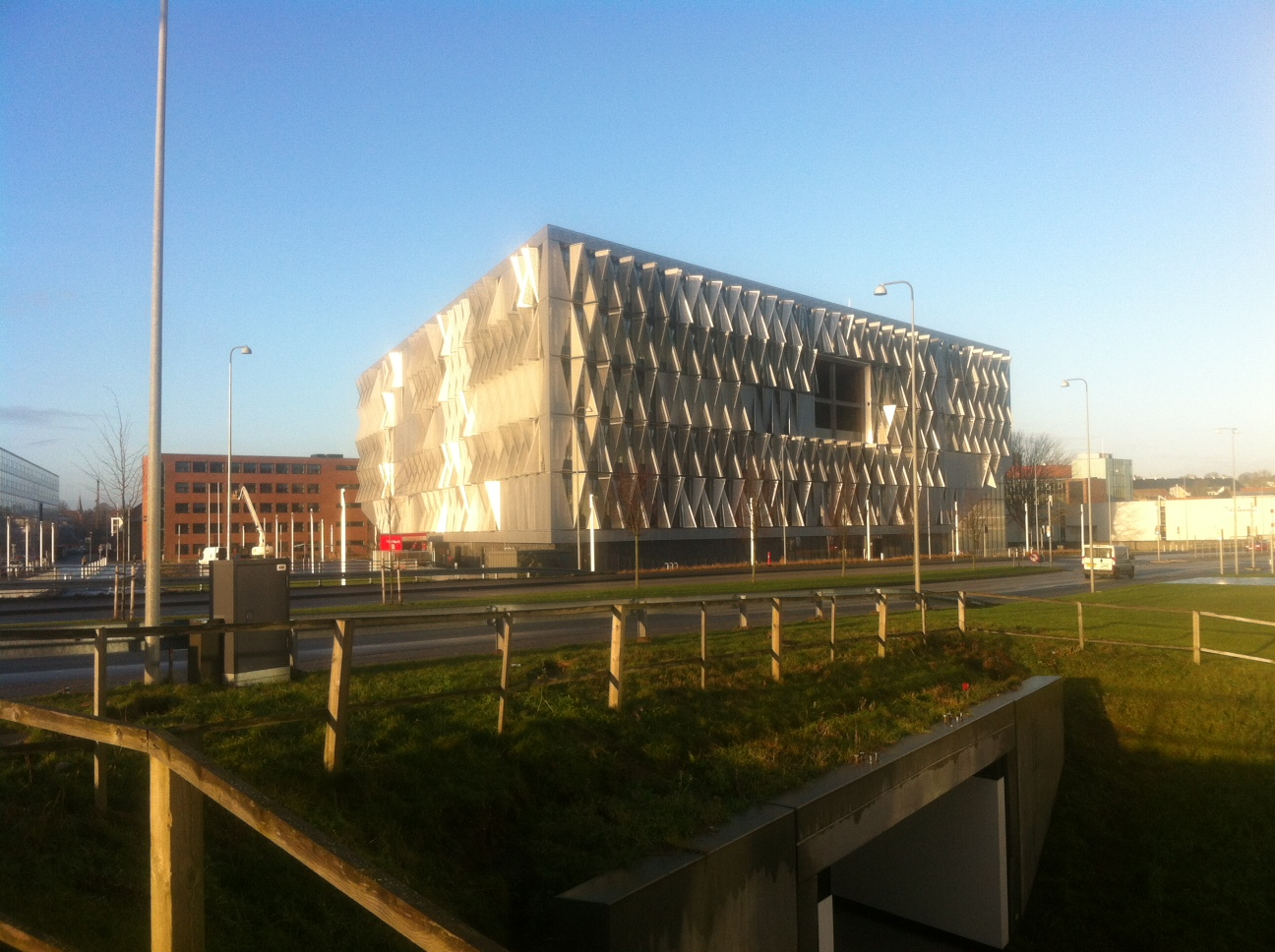
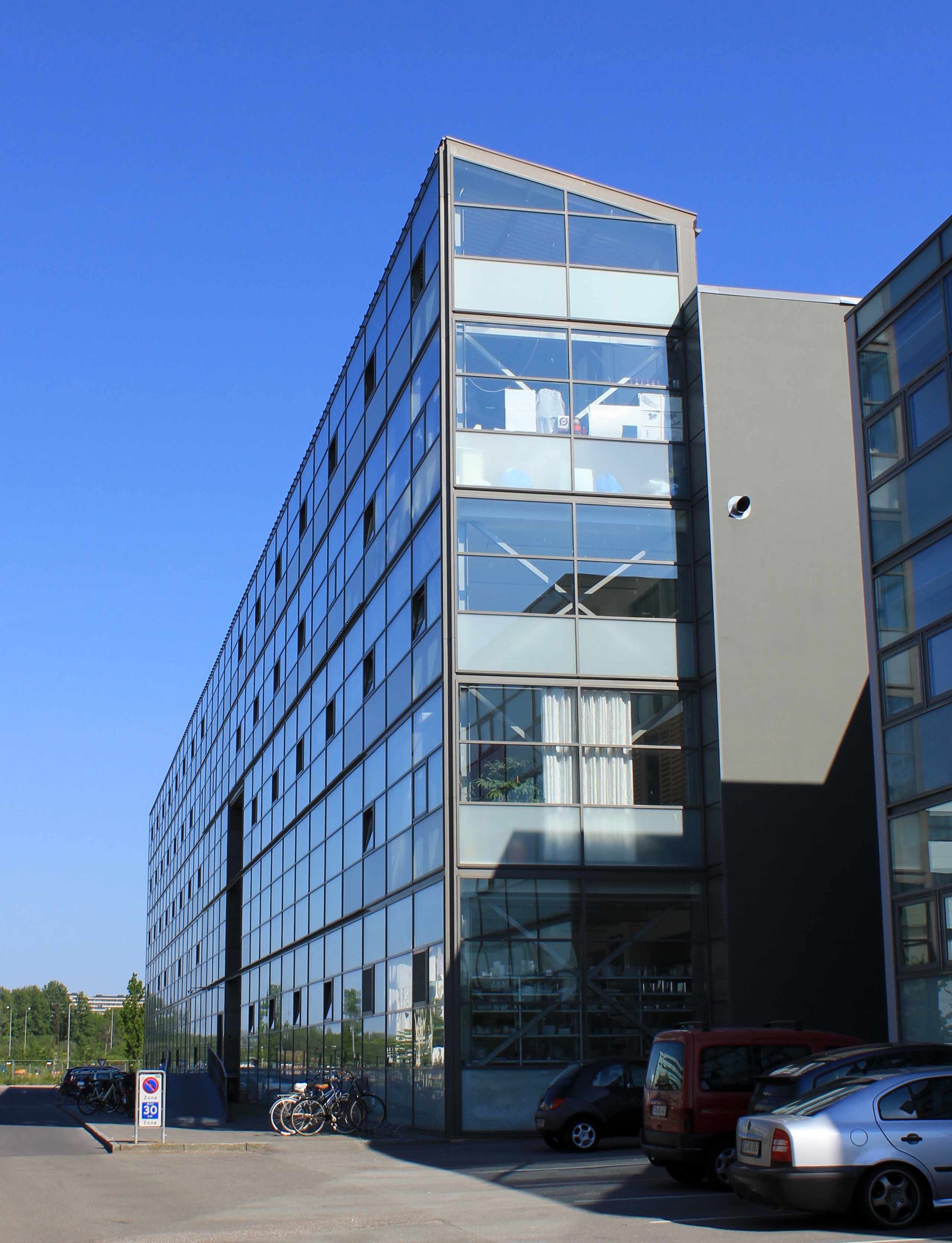
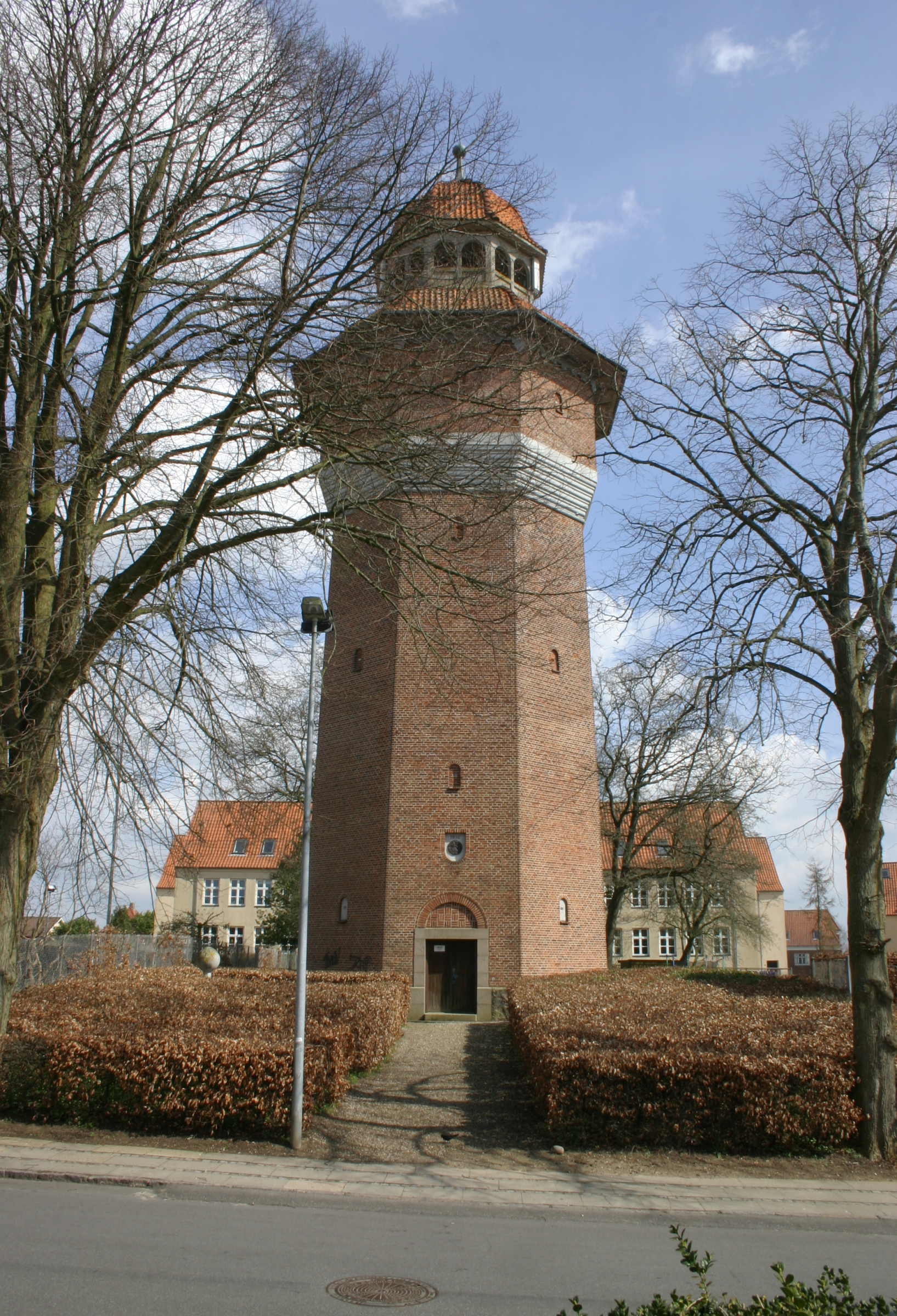
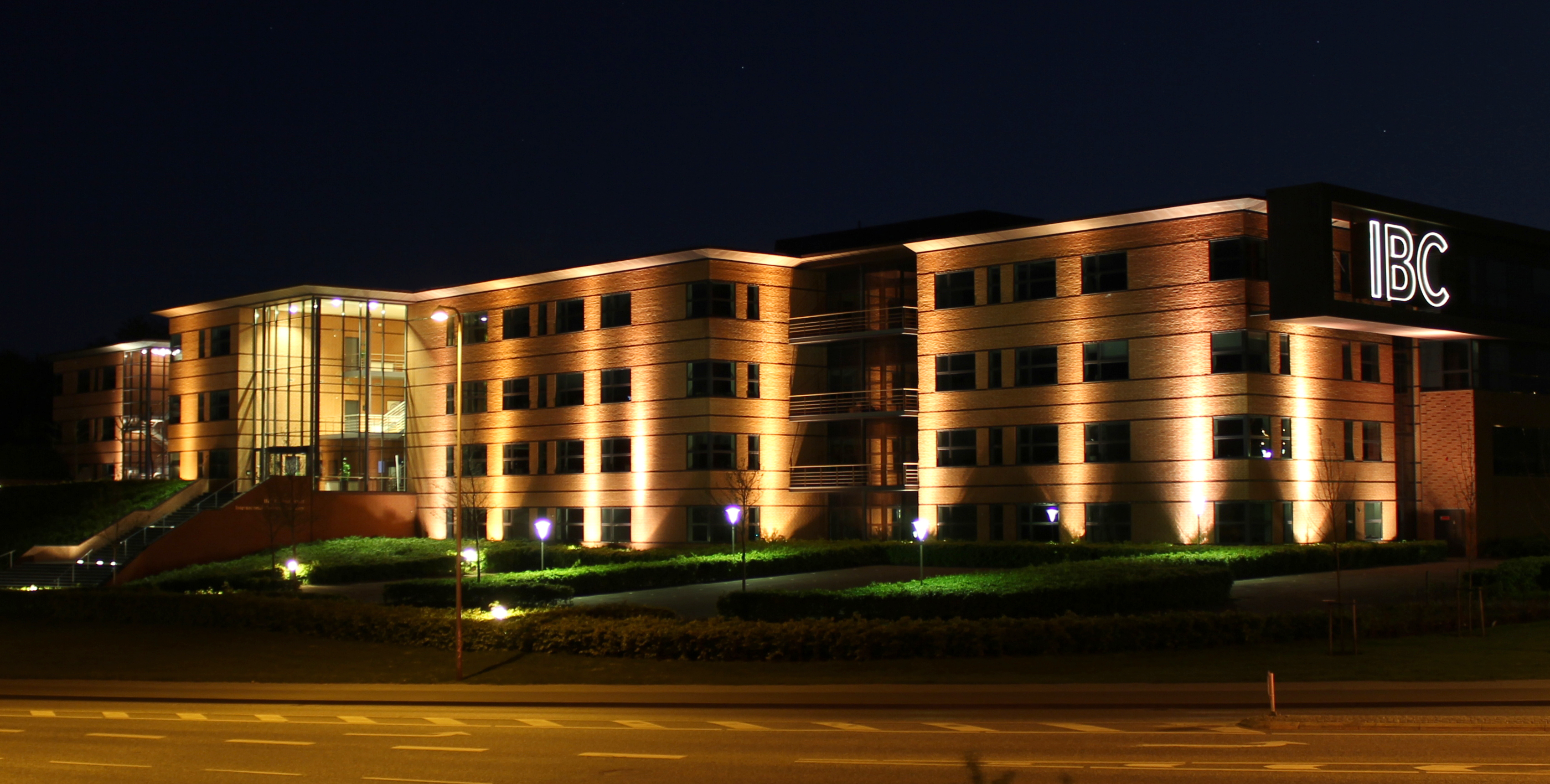
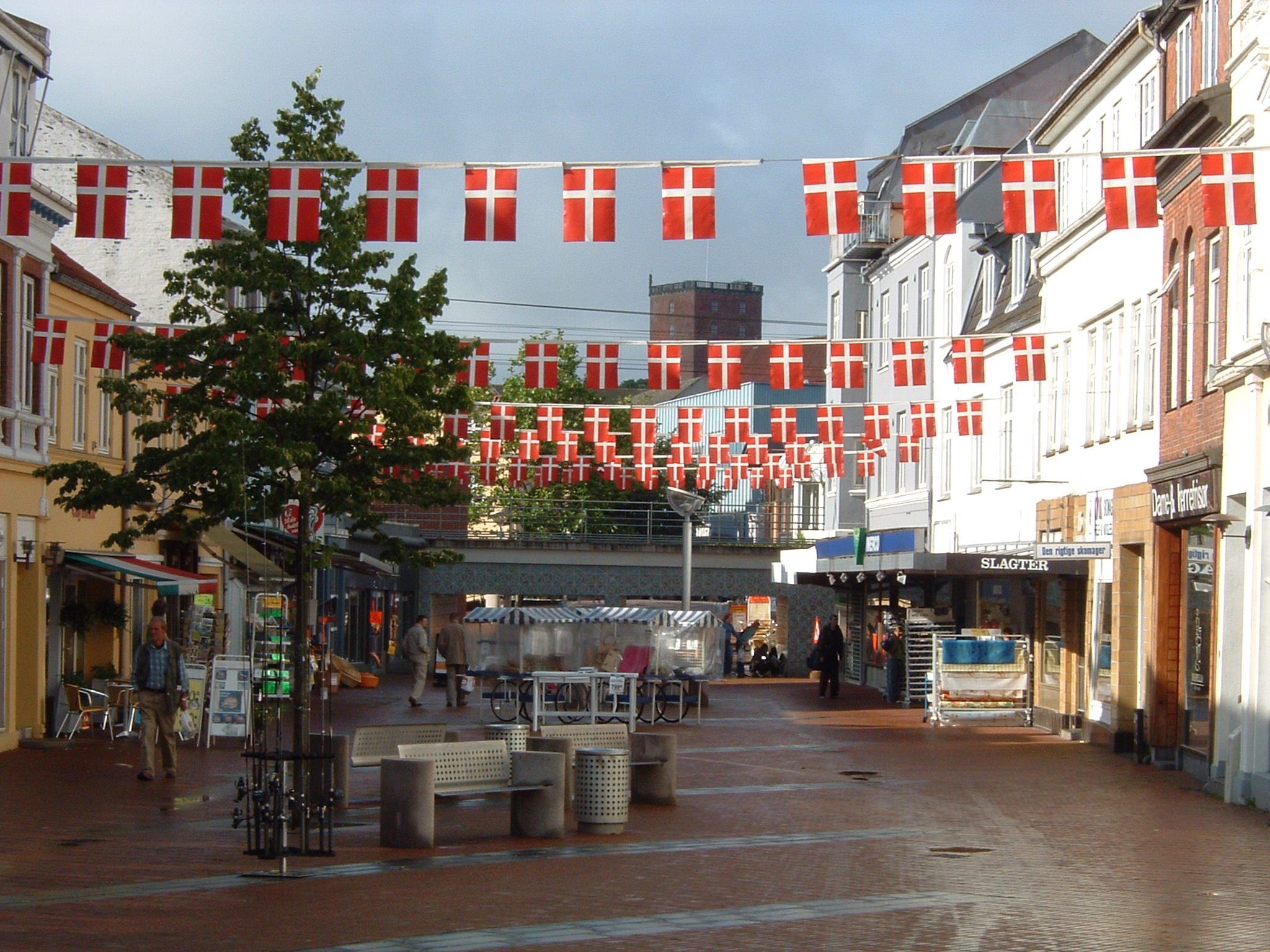
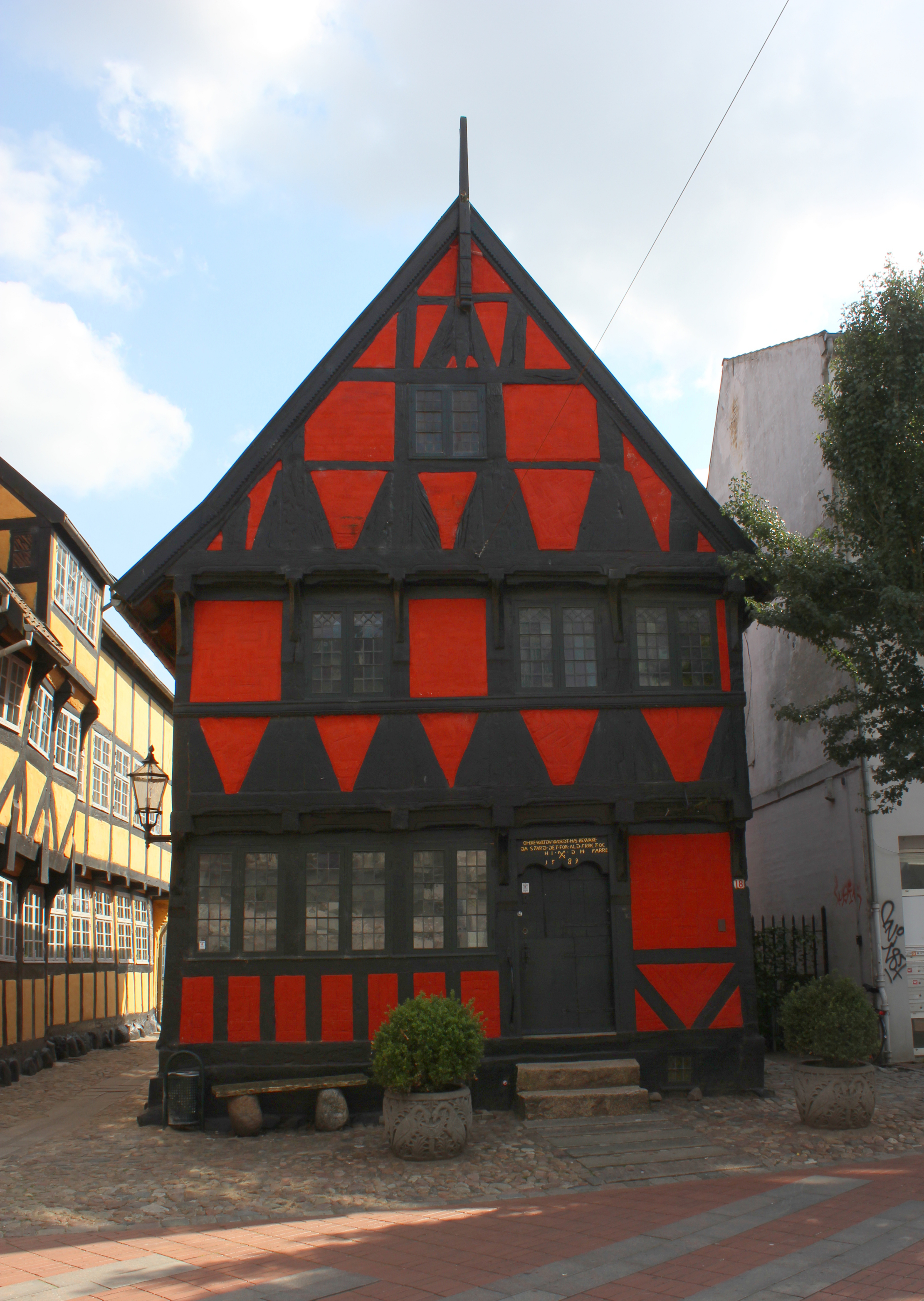
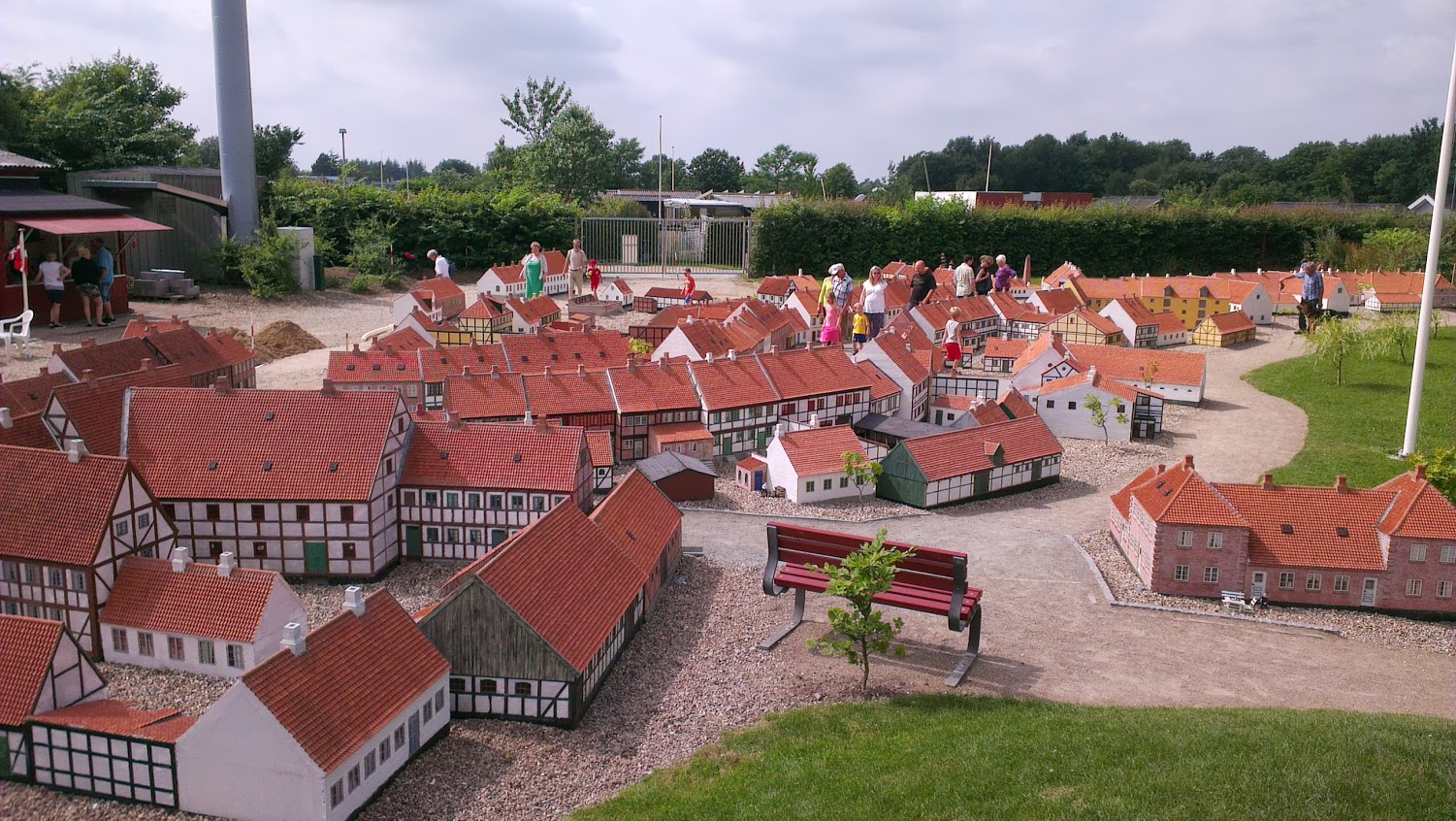